# Открито първенство на САЩ 2009
Откритото първенство на САЩ 2009 е тенис турнир на твърда настилка. Това е 128-ото му издание и четвърто състезание от Големия шлем за годината. Провежда се на кортовете на Флашинг Медоус в Ню Йорк от 31 август до 14 септември 2009.

## Сингъл

### Сингъл мъже
Хуан Мартин дел Потро побеждава  Роджър Федерер, 3–6, 7–6(5), 4–6, 7–6(4), 6–2
- Дел Потро печели 7-ата си титла през годината и първа в кариерата си от Големия шлем.

### Сингъл жени
Ким Клейстерс побеждава  Каролине Возняцки, 7–5, 6–3

## Двойки

### Двойки мъже
Лукаш Длухи /  Леандер Паеш побеждават  Махеш Бупати /  Марк Ноулс, 3–6, 6–3, 6–2

### Двойки жени
Серина Уилямс /  Винъс Уилямс побеждават  Кара Блек /  Лизел Хубер, 6–2, 6–2

### Смесени двойки
Карли Гъликсън /  Травис Перът побеждават  Кара Блек /  Леандер Паеш с 6–2, 6–4